# Marsella Fútbol Club
El Club de fútbol Marsella es un club de fútbol de Colombia ubicado en la ciudad de Bogotá en el departamento de Cundinamarca. Fue fundado en 1986 y juega en la Liga de Bogotá.

## Historia
Club de fútbol Marsella fue fundado en el mes de octubre de 1986 por el Sr. Gonzalo Betancourt. Este club lleva el nombre de MARSELLA, como reconocimiento y agradecimiento a un barrio que abre las puertas para recibir a todos los niños de la capital.  El CLUB fue fundado por GONZALO BETANCOURT CH., quien con el apoyo de un grupo de personas decidió establecer una Institución que permitiera un desarrollo integral al niño a través del deporte, donde se practicara el respeto por la persona, la familia, la educación y Dios, en el que se promoviera la formación deportiva, educativa, la moral y competencia deportiva.
A lo largo de sus 25 años de existencia, mantienen la formación deportiva, educativa, cultural y espiritual de los jugadores, es así como hoy se destacan jugadores en el fútbol profesional: EDWIN ARTURO CONGO MURILLO (España), IVÁN LÓPEZ LICHT (Venezuela), DIEGO RODRÍGUEZ (Atlético Huila),DAVID M. SILVA (Millonarios F.C),CRISTHIAN DAVID BETANCOURT S.(América), entre otros; igualmente, sobresalen alumnos que ejercen su profesión de: Publicista, Economista, Médico, Ingeniero, etc.).
Hoy cuentan con un grupo de 300 jugadores , que siguen apoyando para que también cristalicen sus propósitos.

## Presidentes
Gonzalo Betancourt

## Uniforme
- Uniforme titular: Camiseta Verde, Pantalón Blanco, Medias Blancas.
- Uniforme alternativo: Camiseta Blanco, Pantalón Blanco, Medias Blanco.

## Datos del club
- Temporadas en Copa Élite Colombia 2012 llegando a la final contra REAL MADRID F.C. 2º[2]
- Marsella F.C. participa en la liga de Bogotá desde 1985 en sus categorías Sexta, Quinta, Cuarta, Tercera B, Tercera A, Segunda, Élite :

## Cuerpo técnico de Marsella F.C.
- Gonzalo Betancourt Ch. - 1986/2013
- Nelson Hurtado - 2013
- Juan G. Eugenio García - 2009/2013
- Manuel R. Villamarín - 2013
- Tommy Mosquera Lozano - 2013
- Fidel Alberto Bravo Peralta - 2013
- Henry Celis Torres - 2013
- Pedro Pablo Carrasco Carrasco - 2013
- Edwin Arley García Castañedao - 2013
- Jhon Freddy Obando Rivera - 2013

## Jugadores
Futbolistas del Marsella Fútbol Club
- Arquero| Julián A. Ledesma Velasco - 2013
- Arquero| Jasson A. Peñarete Soriano - 2013
- Defensa| Julián A. Wilber Cuesta Salas - 2013
- Defensa| Carlos M. Hernández Pérez - 2013
- Defensa| Luis F. Correa Ramos - 2013
- Defensa| Juan D. Mina Mina - 2013
- Defensa| Diego F. Amaya Ardila - 2013
- Delantero| Jaider A. Álvarez Zuleta - 2013
- Delantero| José Y. Guerrero Estacio - 2013
- Delantero| Diego A. Pérez Guerra - 2013
- Delantero| José Silva - 2013
- Delantero| Wilmar Garcés - 2013
- Mediocampista| José E. Angulo - 2013
- Mediocampista| Ronald S. Garrido - 2013
- Mediocampista| Ricaurte Payan - 2013
- Mediocampista| Juan D. Caicedo - 2013
- Mediocampista| David S. Ávila - 2013
- Mediocampista|  Jeremy A. ROA- 2013
- Mediocampista| Jonathan Jiménez - 2013
- Mediocampista| Elkin Díaz - 2013
- Mediocampista| Brian González - 2013
- Mediocampista| Jorge L. Girón - 2013
- Mediocampista| Felipe García - 2013
- Mediocampista| Carlos Contreras - 2013
- Mediocampista| Samir Sandoval - 2013

## Otras secciones y filiales
Sus categorías Sexta, Quinta, Cuarta, Tercera B, Tercera A, Segunda, Élite

### Torneos nacionales
- Subcampeón de la Copa Elite de Colombia (2): 2012